# Lubomír Mátl
Lubomír Mátl (6. března 1941 Brno – 9. srpna 2020 Praha) byl český dirigent a sbormistr.

## Životopis
Studoval Janáčkovu akademii múzických umění (JAMU) v rodném Brně, kde v roce 1965 dokončil studium v oboru dirigování sboru a v roce 1967 v oboru dirigování orchestru. Jeho habilitace proběhla v roce 1994 na JAMU v Brně, kdy byl jmenován docentem.

### Sbormistrovská činnost
Od roku 1966 byl sbormistrem Brněnského akademického sboru, který pod jeho vedením dosáhl výrazných úspěchů. V 70. letech působil rovněž jako sbormistr Janáčkovy filharmonie Ostrava a Slovenské filharmonie.
V roce 1981, po 23 letech činnosti sbormistra Josefa Veselky, převzal jakožto Veselkův žák řízení Pražského filharmonického sboru, v jehož čele jako sbormistr stál v letech 1981–1990. Za jeho desetileté éry natočil Pražský filharmonický sbor mnoho sborových skladeb, např. Dvořákovu Stabat Mater a Requiem s dirigentem Wolfgangem Sawallischem, kantátové dílo Johanese Brahmse s Giuseppem Sinopolim a s Pražským filharmonickým sborem pravidelně účinkoval na Rossiniho operním festivalu v italském Pesaru.
Gramofonové nahrávky s Českou filharmonií získaly mezinárodní ceny v Paříži, Berlíně a Tokiu a sbor dále nahrál i některé exkluzivní operní snímky.
Vystupoval s řadou předních sborů a orchestrů doma i v zahraničí, nahrál velké množství skladeb pro společnosti Supraphon, Deutsche Grammophon, Naxos, Fonitcetra, Panton a další. Lubomír Mátl byl také dlouholetým dirigentem Pěveckého sdružení moravských učitelů.
Zemřel 9. srpna 2020 v Praze.

### Rodina
Byl ženatý s hudební teoretičkou Jiřinou Mátlovou. Měli šest dcer, z nichž se téměř všechny také živí hudbou:
- Barbora (* 1973) – zpěvačka
- Tereza (* 1975) – sopranistka
- Alžběta (* 1978) – realitní makléřka[3]
- Kateřina (* 1979) – zpěvačka
- Markéta (* 1985) – sopranistka
- Marie (* 1990) – houslistka